# Atarba supplicata
Atarba supplicata är en tvåvingeart som beskrevs av Alexander 1943. Atarba supplicata ingår i släktet Atarba och familjen småharkrankar.
Artens utbredningsområde är Peru. Inga underarter finns listade i Catalogue of Life.